# Emmanuel Bushayija
Succession
Prétendant au trône du Rwanda
Depuis le 9 janvier 2017
(8 ans et 2 mois)
Le prince Emmanuel Bushayija (né le 20 décembre 1960) est le chef de la maison royale et prétendant au trône (roi de jure) du Rwanda sous le nom de Yuhi VI depuis le de 9 janvier 2017. Il est le fils du prince Theoneste Bushayija, le petit-fils du roi Yuhi V, et le successeur de son oncle, l'ex-roi Kigeli V. 

## Biographie
Né au Rwanda le 20 décembre 1960, il est le petit-fils de Yuhi V et le neveu de Mutara III et de Kigeli V, dernier roi du Rwanda. Après la mort de ce dernier, le 16 octobre 2016, il est désigné par le Conseil royal comme nouveau chef de la maison royale et roi de jure le 9 janvier 2017.
Marié et père de deux enfants, il a grandi en exil en Ouganda où il a suivi ses études. Il a ensuite pris la direction de Pepsi Cola à Kampala, la capitale ougandaise, avant de retourner au Rwanda en 1994. Depuis 2000, il réside à Sale, près de Manchester, au Royaume-Uni.